# Xamarin
Xamarin és una empresa de programari de Microsoft amb seu a San Francisco fundada el maig de 2011 pels enginyers que van crear Mono, Xamarin.Android (abans Mono per a Android) i Xamarin.iOS (abans MonoTouch), que són implementacions multiplataforma de la Common Language Infrastructure (CLI) i Common Language Specifications (sovint anomenades Microsoft .NET).
Amb una base de codi compartida en C#, els desenvolupadors poden utilitzar les eines de Xamarin per escriure aplicacions natives d'Android, iOS i Windows amb interfícies d'usuari natives i compartir codi a diverses plataformes, com ara Windows, macOS i Linux. Segons Xamarin, més d'1,4 milions de desenvolupadors estaven utilitzant els productes de Xamarin a 120 països d'arreu del món a l'abril de 2017.
El 24 de febrer de 2016, Microsoft va anunciar que havia signat un acord definitiu per adquirir Xamarin.
L'empresa Xamarin produeix una plataforma de programari de codi obert amb el mateix nom, i Xamarin 2.0 es va llançar el febrer de 2013. Xamarin amplia la Plataforma de desenvolupadors .NET amb eines i biblioteques específiques per crear aplicacions per a Android, iOS, tvOS, watchOS, macOS i Windows (UWP) principalment amb C# a Visual Studio. Els desenvolupadors poden reutilitzar el seu codi C# existent i compartir codi significatiu entre plataformes de dispositius. Diverses empreses conegudes com 3M, AT&T i HP han utilitzat la plataforma per crear les seves aplicacions. Xamarin s'integra amb Visual Studio, l'IDE de Microsoft per a .NET Framework i, posteriorment, està disponible per als usuaris de macOS a través de Visual Studio per a Mac. Xamarin també va llançar una botiga de components per integrar sistemes backend, biblioteques de tercers, serveis al núvol i controls d'IU directament a les aplicacions mòbils.
A Microsoft Build 2016, Microsoft va anunciar que crearà codi obert el Xamarin SDK i que l'agruparà com a eina gratuïta dins de l'entorn de desenvolupament integrat de Microsoft Visual Studio, i els usuaris de Visual Studio Enterprise també obtindrien les funcions empresarials de Xamarin de manera gratuïta. . Com a part de l'adquisició, també tornarien a llicenciar Mono completament sota la llicència MIT i llançarien tot el programari SDK de Xamarin a través de la Fundació .NET també sota la llicència MIT.